# Kameanuvatka, Sînelnîkove
Kameanuvatka (în ucraineană Кам`януватка) este un sat în comuna Kîsleanka din raionul Sînelnîkove, regiunea Dnipropetrovsk, Ucraina.

## Demografie
Componența lingvistică a localității Kameanuvatka
     Ucraineană (90,16%)
     Rusă (6,74%)
     Română (2,07%)
     Belarusă (1,04%)
Conform recensământului din 2001, majoritatea populației localității Kameanuvatka era vorbitoare de ucraineană (90,16%), existând în minoritate și vorbitori de rusă (6,74%), română (2,07%) și belarusă (1,04%).